# Parc naturel de la Serra de Montsant
Le Parc naturel de la Serra de Montsant est un espace naturel protégé situé dans la comarque de Priorat (province de Taragone), en Catalogne,.
Cette aire protégée est une Zone spéciale de conservation (ZSC) et une Zone de protection spéciale (ZPS) du réseau Natura 2000 définie par la Convention de Ramsar visant la conservation des types d'habitats et des espèces animales et végétales.

## Description

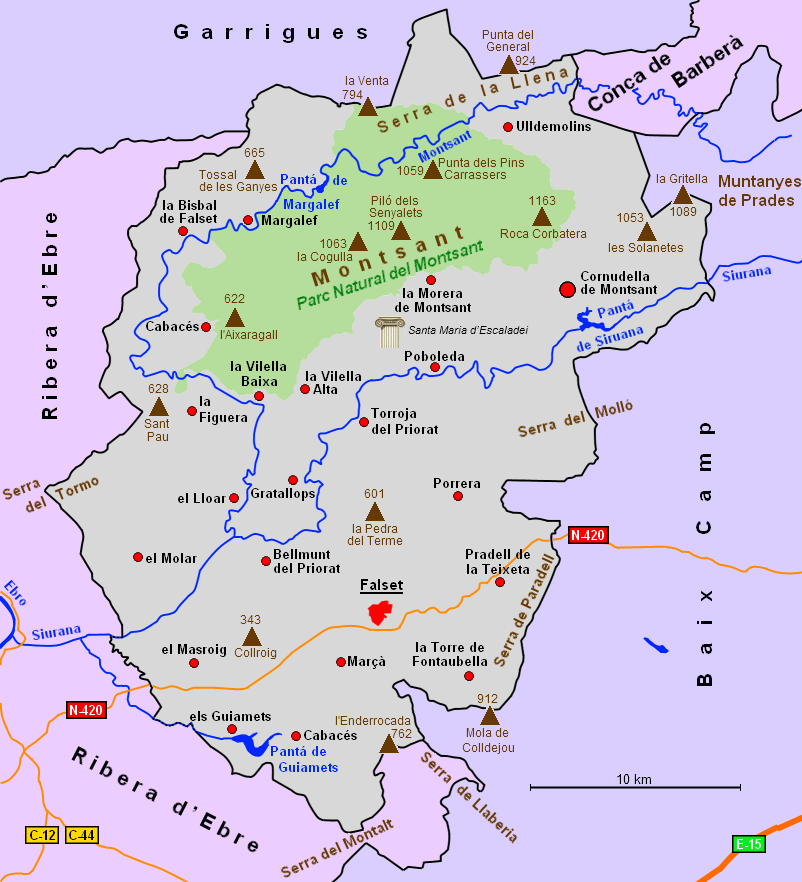
Localisation du parc naturel de Montsant.

Ce parc naturel, créé le 15 mai 2002, a une superficie de plus de 11 000 ha et est situé sur la Serra de Montsant. Il a pour but de protéger ses valeurs géologiques, biologiques, paysagères et culturelles, dans le respect du développement durable de ses usages. Le sommet de Roca Corbatera, à 1 163 m, est l'altitude la plus élevée du parc.
Le parc bénéficie du label de l'Union internationale pour la conservation de la nature (IUICN)

## Lieux d'intérêts touristiques
- Chartreuse de Scala Dei
- Monasterio de Bonrepòs (es)

## Galerie

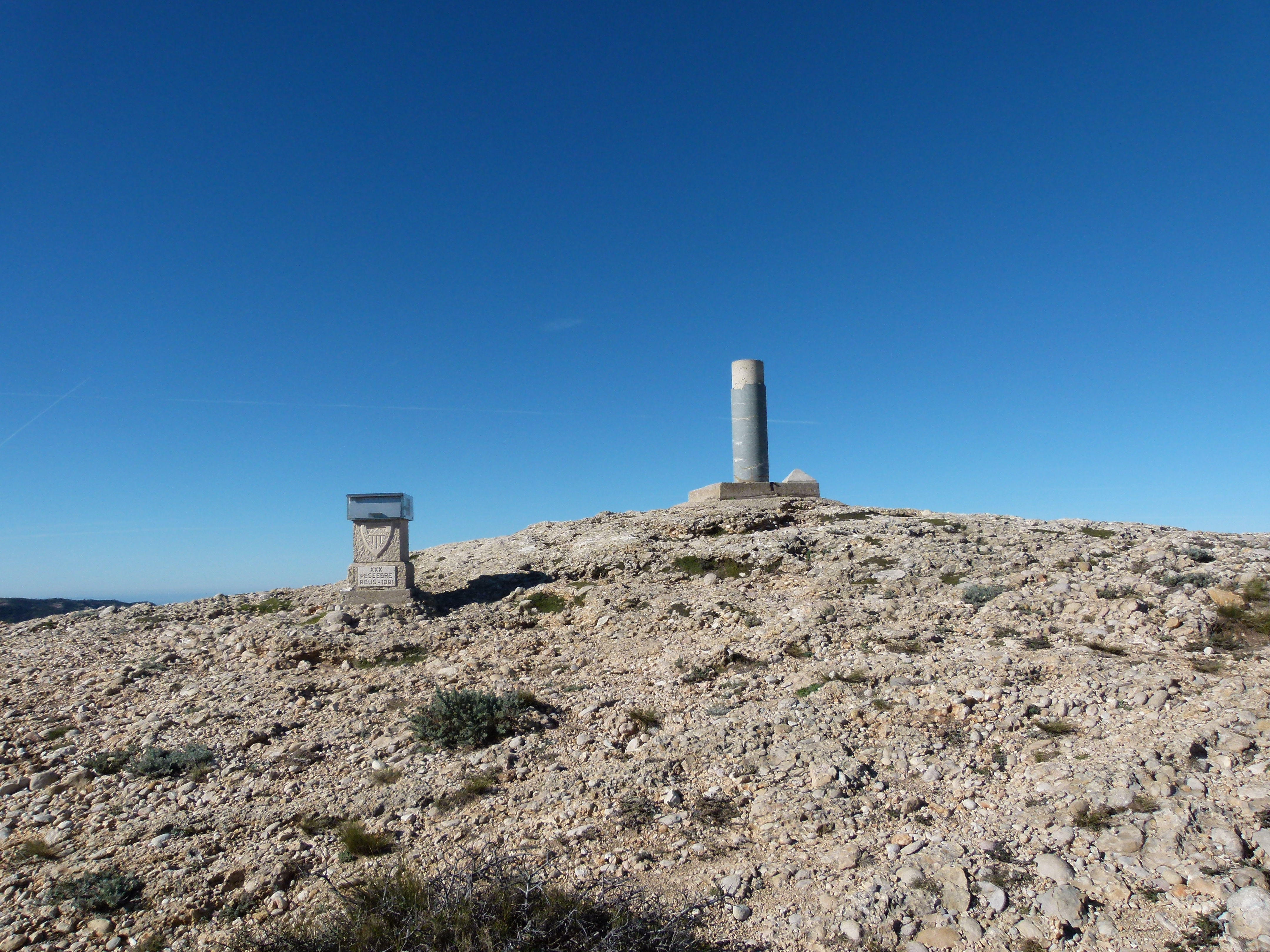
Roca Corbatera
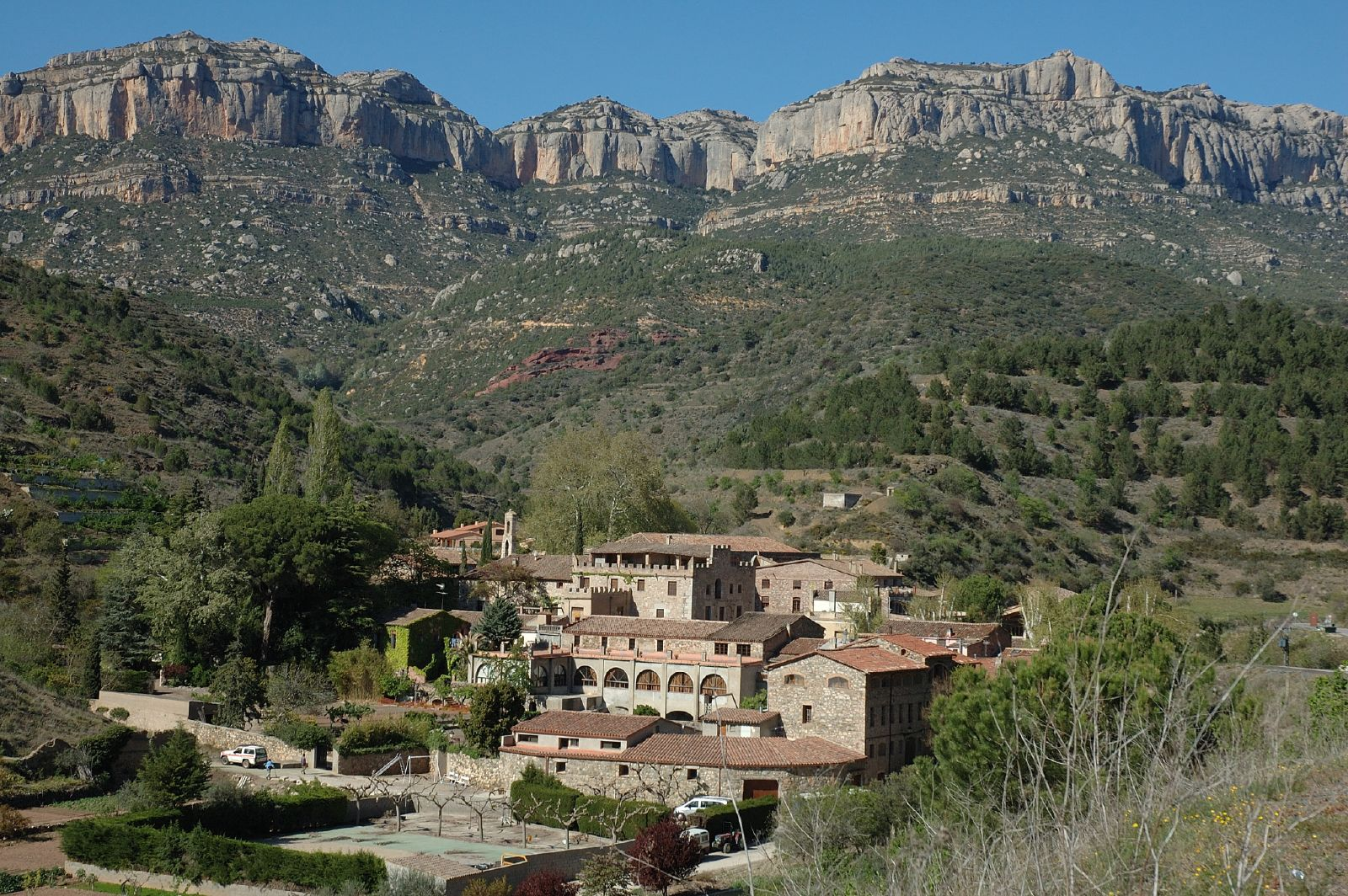
Chatreuse de Scala Dei